# Andrée Bertoletto
Vous êtes invité à donner votre avis sur cette page de discussion, de manière argumentée en vous aidant notamment des critères d’admissibilité ou en présentant des sources extérieures et sérieuses.  
Après avoir apposé le modèle {{Admissibilité}} sur une page, suivez les étapes expliquées sur Wikipédia:Débat d'admissibilité/Aide :
| 1. | Créez la page de débat d'admissibilité.                                                                      | Sauvegardez d’abord la page pour l’initialiser puis indiquez votre motivation.           |
| 2. | Important : ajoutez une entrée dans la section Débat d'admissibilité du jour.                                | Utilisez ce texte : *{{L\|Andrée Bertoletto}}                                            |
| 3. | Pensez à informer les contributeurs principaux de la page et les projets associés lorsque cela est possible. | Utilisez ce texte : {{subst:Avertissement débat d'admissibilité\|Andrée Bertoletto}}~~~~ |

Andrée Bertoletto, née le 1er janvier 1911 à La Chapelle-Anthenaise, est une supercentenaire française. 

## Biographie
Andrée Bertoletto, née Bellayer le 1er janvier 1911 à La Chapelle-Anthenaise, emménage à Montsûrs en 1913,,. Elle est la doyenne de l’Ehpad de Montsûrs, lorsqu’elle atteint l’âge de 110 ans.
Au 1er janvier 2023, elle est doyenne de Mayenne et vice-doyenne des Pays de la Loire.
Elle est, au 1er janvier 2024, la vice-doyenne des français.